# Rilpivirin
A rilpivirin (INN: rilpivirine) más vírusellenes gyógyszerekkel kombinációban alkalmazott gyógyszer az 1-es típusú humán immunhiányos vírussal (HIV-1-gyel(en)) fertőzött felnőtt AIDS-betegek kezelésére.

## Hatásmód
A rilpivirin nem-nukleozid reverz transzkriptáz inhibitor (NNRTI(en)). A HIV-1 vírus reverz transzkriptáz enzimjét gátolja, mely ahhoz szükséges, hogy a vírus RNS típusú örökítőanyagáról DNS másolat készüljön, ami később az integráz enzim segítségével be tud épülni a gazdasejt saját genetikai állományába. (A vírus önállóan nem képes szaporodni, csak a gazdasejtet felhasználva.)
A rilpivirin az enzim gátlásával akadályozza, hogy a fertőzött sejtekben további vírusok képződjenek. Nem gyógyítja a HIV fertőzést illetve az AIDS-et, továbbra is fennmarad a vírus továbbadásának veszélye, de csökkenti és alacsony szinten tartja a HIV mennyiségét a vérben, ezzel késleltetheti az immunrendszer károsodását és az AIDS-szel összefüggő fertőzések és betegségek kialakulását.
A rilpivirin nem gátolja az emberi DNS-polimeráz enzimet.

## Ellenjavallatok
A rilpivirint nem vizsgálták súlyos máj- és vesekárosodott betegekre, ezért ellenjavallt. Enyhe és közepes károsodáskor a szert óvatosan kell alkalmazni.
Az állatkísérletekben a rilpivirin korlátozottan jutott át a placentán, és nem tapasztaltak az utódokat károsító hatást. A rilpivirin kiválasztódott a patkány anyatejébe. Mivel embereken nem végeztek ilyen kísérleteket, a szer alkalmazása nem javallt terhesség alatt, kivéve, ha az egyértelműen szükséges.
Ugyancsak nincsenek adatok a rilpivirin biztonságosságára és hatásosságára 18 éven aluliak esetén.

## Mellékhatások
Leggyakoribb mellékhatások: fejfájás, hányinger, emelkedett összkoleszterin-, LDL(en)-koleszterin-, hasnyálmirigy amiláz és transzamináz(en) szint.
HIV-fertőzött betegeknél a kombinált antiretrovirális terápia gyakran a test zsírszöveteloszlásának megváltozásával (lipodystrophia(en)) társul. Ezen események hosszú távú következményei jelenleg nem ismertek.
A rilpivirint elsődlegesen a citokróm P450 (CYP)3A metabolizálja. Azok a gyógyszerek, amelyek
indukálják vagy gátolják a CYP3A(en) működését, ilyen módon befolyásolhatják a rilpivirin kiürülését.
Óvatosan kell adni a rilpivirint olyan gyógyszerekkel együtt, amelyek a torsade de pointes(en) (a szívritmuszavar egy ritka formája) kockázatával járnak.
A kombinált antiretrovirális terápia megkezdésekor gyulladásos reakció léphet fel, és ez súlyos
klinikai állapotok kialakulásához vagy a tünetek súlyosbodásához vezethet.
A rilpivirin in vitro gátolja a P-glikoproteint(en), ami bizonyos gyógyszerek (pl. a dabigatrán(en) nevű vérhígító) emelkedett plazmakoncentrációjához vezethet.
Néhány betegnél fáradékonyságot, aluszékonyságot tapasztaltak, ami befolyásolhatja az autóvezetői képességet.

## Adagolás
Kizárólag olyan betegeknél alkalmazható, akik korábban még nem részesültek HIV elleni kezelésben, és akinél a HIV vérszintje (vírusterhelés) 100 000 HIV-1 RNS kópia/ml alatt van.
Javasolt napi adag 25 mg/nap. Étkezés közben kell bevenni. Éhgyomorra vagy csak folyékony tápszerrel bevéve a rilpivirin csökkent plazmakoncentrációját eredményezheti, ami potenciálisan csökkentheti terápiás hatását.
Mint más antiretrovirális gyógyszerek esetén, a rezisztenciavizsgálatnak kell irányítania a rilpivirin használatát.

## Készítmények
- Edurant (hidroklorid formában)[1]